# Calle Durward

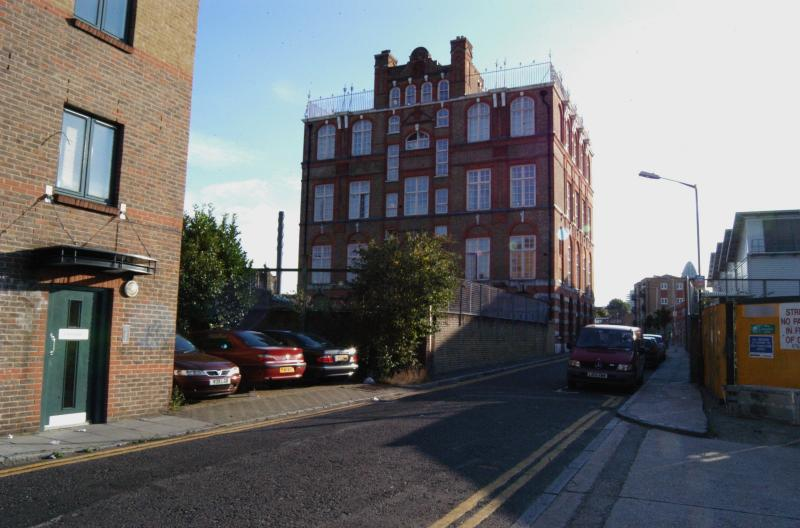
Calle Durward, desde el oeste, en 2006. Nichols fue encontrada junto a la pared baja de ladrillos. Al fondo la Escuela Board, existente en 1888.

La calle Durward, anteriormente llamada Buck's Row, es una calle en el barrio de Whitechapel, en Londres.
En la madrugada del 31 de agosto de 1888, el cadáver de Mary Ann Nichols fue encontrado en su pavimento del lado sur. Aparentemente ella fue la primera víctima del asesino en serie Jack el Destripador.

## Crimen

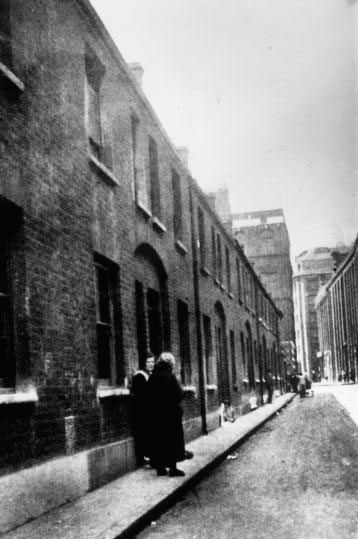
La calle Durward en 1888, por entonces llamada Buck's Row.

A las 3:40 a. m. del 31 de agosto de 1888, Charles Cross halló a Mary Ann Nichols tirada en el asfalto. Atrás de Cross llegó Robert Paul, quien caminaba una distancia atrás y fue alertado por Cross. Ambos hombres no vieron sangre, pero creyeron que estaba muerta y alertaron al agente de policía Jonas Mizen.
Los dos hombres continuaron rumbo a su trabajo dejando a Mizen a cargo de la inspección del cadáver. Entretanto, el policía John Neale, el cual había venido en la dirección opuesta, había descubierto el cuerpo y mediante la luz de su linterna había llamado a otro agente; John Thain, para que acudiese a la escena del crimen. El cuerpo de Nichols se encontraba próximo al almacén Eagle Wool y la Schneiders Cap Factory, entre un internado y varias casas adosadas.
El cirujano Henry Llewellyn, quien llegó a las 4:00 horas, estableció que Nichols había sido asesinada hacía aproximadamente treinta minutos. Su garganta había sido cortada dos veces de izquierda a derecha mientras que su abdomen, el cual presentaba numerosas incisiones a través del mismo, estaba mutilado por una profunda herida dentada y presentaba también tres o cuatro cortes similares en el lado derecho. El médico determinó que se usó un cuchillo, de unas dimensiones estimadas entre quince y veinte centímetros.

### Efectos

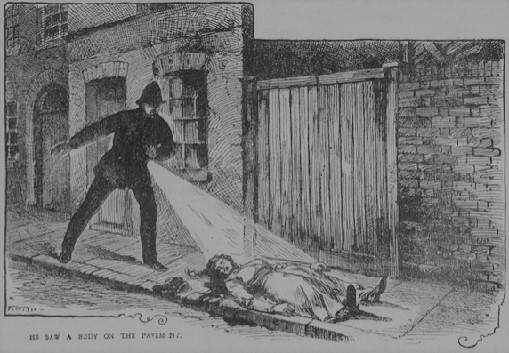
El policía Mizen observando a Nichols.

Como el asesinato atrajo mucha atención no deseada a la calle, su nombre fue cambiado de Buck's Row a Durward ese mismo año.
La fotografía que se muestra aquí, tomada en 2006, muestra dos características de la calle Durward que estaban presentes en el momento del asesinato. El edificio alto en la parte trasera (oeste) es la antigua Escuela Board, que se puede ver en fotografías de la calle en 1888, ahora convertida en pisos residenciales y renombrada «Trinity Hall». Extendiéndose hacia el este desde ella, a lo largo del lado sur de la calle, hay una pared baja de ladrillo, también presente en 1888. Fue cerca de la esquina más cercana de este muro que se encontró el cuerpo de Nichols.

## Actualidad y futuro
Por la construcción del Crossrail, la calle Durward tiene una entrada temporal a la estación de Whitechapel y está en consideración la permanencia.